# Myotis fimbriatus
Myotis fimbriatus  (Peters, 1871) è un pipistrello della famiglia dei Vespertilionidi diffuso in Cina.

## Descrizione

### Dimensioni
Pipistrello di piccole dimensioni, con la lunghezza della testa e del corpo tra 42 e 52 mm, la lunghezza dell'avambraccio tra 37 e 40 mm, la lunghezza della coda tra 37 e 48 mm, la lunghezza del piede tra 8 e 10 mm, la lunghezza delle orecchie tra 14 e 16 mm.

### Aspetto
La pelliccia è corta e densa. Le parti dorsali sono brunastre, mentre le parti ventrali sono biancastre. La base dei peli è ovunque nerastra. Il muso è appuntito e ricoperto densamente di peli lanosi. Le orecchie sono molto strette, con la punta triangolare, il margine posteriore leggermente concavo superiormente e convesso sotto, privo del lobo antitragale. Il trago è sottile, appuntito e lungo circa la metà del padiglione auricolare. Le ali sono attaccate posteriormente alla base dei metatarsi. I piedi sono grandi. La base della lunga coda è ricoperta da macchioline biancastre ed è inclusa completamente nell'ampio uropatagio, il quale è frangiato e ricoperto di una corta peluria sulla superficie ventrale. Alla base di ogni pollice è presente un piccolo cuscinetto carnoso. I primi due premolari sono disposti internamente alla linea alveolare, in maniera tale che il canino ed il terzo premolare entrano quasi in contatto tra loro. Il cariotipo è 2n=44 FNa=50.

## Biologia

### Comportamento
Si rifugia all'interno delle grotte.

### Alimentazione
Si nutre di insetti, probabilmente sulla superficie dell'acqua.

## Distribuzione e habitat
Questa specie è diffusa nelle province cinesi del Sichuan, Yunnan, Guizhou, Fujian, Zhejiang, Anhui, Jiangsu, Jiangxi e Hong Kong.

## Conservazione
La IUCN Red List, considerato il vasto Areale e la popolazione presumibilmente numerosa, classifica M.fimbriatus come specie a rischio minimo (Least Concern)).